# Chaenactis suffrutescens
Chaenactis suffrutescens là một loài thực vật có hoa trong họ Cúc. Loài này được A.Gray mô tả khoa học đầu tiên.